# Miss Mondo 1986
Miss Mondo 1986, la trentaseiesima edizione di Miss Mondo, si è tenuta il 13 novembre 1986, presso il Royal Albert Hall di Londra. Il concorso è stato presentato da Peter Marshall e Mary Ann Catrin Stavin. Giselle Jeanne-Marie Laronde, rappresentante di Trinidad e Tobago è stata incoronata Miss Mondo 1986.

## Risultati

### Piazzamenti
| Risultato            | Concorrente |
| -------------------- | --- |
| Miss Mondo 1986      | - Trinidad e Tobago - Giselle Jeanne-Marie Laronde |
| 2ª classificata      | - Danimarca - Pia Rosenberg Larsen |
| 3ª classificata      | - Austria - Chantal Schreiber |
| 4ª classificata      | - Nuova Zelanda - Lynda Marie McManus |
| 5ª classificata      | - Venezuela - María Begoña Juaristi Matteo |
| 6ª classificata      | - Stati Uniti - Halle Berry |
| 7ª classificata      | - Ecuador - Alicia Gisela Cucalon Macias |
| Top 15 Semifinaliste | - Colombia - Karen Sue Wightman Corridor - Costa Rica - Ana Lorena Gonzalez Garcia - Filippine - Sherry Rose Austria Byrne - Irlanda - Rosemary Elizabeth Thompson - Jugoslavia - Maja Kučić - Panama - Maria Lorena Orillac Giraldo - Regno Unito - Alison Louise Slack - eSwatini - Ilana Faye Lapidos |

### Regine continentali
| Risultato | Concorrente                                        |
| --------- | -------------------------------------------------- |
| Africa    | - eSwatini - Ilana Faye Lapidos                    |
| Americhe  | - Trinidad e Tobago - Giselle Jeanne-Marie Laronde |
| Asia      | - Filippine - Sherry Rose Austria Byrne            |
| Europa    | - Danimarca - Pia Rosenberg Larsen                 |
| Oceania   | - Nuova Zelanda - Lynda Marie McManus              |

### Riconoscimenti speciali
| Risultato        | Concorrente                             |
| ---------------- | --------------------------------------- |
| Miss Personality | - Gibilterra - Dominique Martinez       |
| Most Photogenic  | - Irlanda - Rosemary Elizabeth Thompson |

## Concorrenti
- Antigua e Barbuda - Karen Rhona Eartha Knowles
- Australia - Stephanie Eleanor Andrews
- Austria - Chantal Schreiber
- Bahamas - Bridgette Strachan
- Barbados - Roslyn Irene Williams
- Belgio - Goedele Maria Liekens
- Bermuda - Samantha Jayne Morton
- Bolivia - Claudia Arévalo Ayala
- Brasile - Roberta Pereira da Silva
- Canada - Wynne Anita Kroontje
- Cile - Margot Elena Fuenzalida Montt
- Cipro - Maro Andreou
- Colombia - Karen Sue Wightman Corredor
- Corea del Sud - An Jung-mi
- Costa Rica - Ana Lorena González García
- Danimarca - Pia Rosenberg Larsen
- Ecuador - Alicia Gisela Cucalón Macías
- El Salvador - Nadine Monique Jeanpierre Gutiérrez
- Filippine - Sherry Rose Byrne
- Finlandia - Satu-Riitta Alaharja
- Francia - Catherine Carew
- Gambia - Rose Marie Eunson
- Germania - Dagmar Schulz
- Giamaica - Lisa Michelle Mahfood
- Giappone - Mutsumi Sugimura
- Gibilterra - Dominique Martinez
- Grecia - Anna Kehagia
- Guam - Valerie Jean Flores
- Guatemala - Sonia Schoenstedt
- Honduras - Nilcer Maria Viscovich Babien
- Hong Kong - May Ng Yuen-Fong
- India - Maureen Mary Lestourgeon
- Irlanda - Rosemary Elizabeth Thompson
- Islanda - Gigja Birgisdóttir
- Isola di Man - Sarah Therese Craig
- Isole Cayman - Deborah Elizabeth Cridland
- Isole Vergini Americane - Carmen Rosa Acosta
- Isole Vergini Britanniche - Anthonia Brenda Lewis
- Israele - Osnat Mo'as
- Italia - Enrica Patane
- Jugoslavia - Maja Kucic
- Kenya - Patricia Maingi
- Libano - Mirella Abi Fares
- Lussemburgo - Martine Christine Georgette Pilot
- Macao - Sai "Patricia" Cheong
- Malaysia - Joan Martha Cardoza
- Malta - Andrea Josephine Licari
- Mauritius - Michelle Sylvie Geraldine Pastor
- Messico - Maria de la Luz Velasco Féliz
- Norvegia - Inger Louise Berg
- Nuova Zelanda - Lynda Marie McManus
- Paesi Bassi - Janny ter Velde
- Panama - María Lorena Orillac Giraldo
- Paraguay - Verónica América Angulo Ahcinelli
- Perù - Patricia Anne-Marie Kuypers Espejo
- Polonia - Renata Fatla
- Portogallo - Elsa Maria Rodrigues
- Regno Unito - Alison Louise Slack
- Rep. Dominicana - Susan González
- Saint Kitts e Nevis - Jacqueline Petronella Heyliger
- Saint Vincent e Grenadine - Mandy Haydock
- Samoa - Kasileta Joan Gabriel
- Sierra Leone - Alice Matta Fefegula
- Singapore - Michelle Loh Yeh Huey
- Spagna - Remedios Cervantes Montoya
- Sri Lanka - Indira Gunaratne
- Stati Uniti - Halle Berry
- Svezia - Elizabeth Marita Ulvan
- Svizzera - Renate Walther
- eSwatini - Ilana Faye Lapidos
- Thailandia - Sangravee "Jum" As-Savarak
- Tonga - Kerry Cowley
- Trinidad e Tobago - Giselle Jeanne-Marie Laronde
- Turchia - Meltem Doganay
- Turks e Caicos - Carmelita Louise Ariza
- Uruguay - Alexandra Maria Goldenthal
- Venezuela - Maria Begoña Juaristi Mateo